# Zara Dołuchanowa
Zara Dołuchanowa, Zara Dołuchanian z d. Makarian (orm. Զարուհի Դոլուխանյան, ur. 5 marca 1918 w Moskwie, zm. 5 grudnia 2007 tamże) – ormiańska śpiewaczka operowa (mezzosopran).
Pochodziła z uzdolnionej muzycznie rodziny; jej ojcem był flecista Aghasi Makarian, a matką również muzyk, Elena. Uczyła się śpiewu pod kierunkiem W. Bielajewej-Tarasiewicz w Instytucie Muzyczno-Pedagogicznym im. Gniesinych w Moskwie, w 1939 debiutowała w operze w Erywaniu. Podczas II wojny światowej zaczęła pracować w Teatrze Operowym w Erywaniu, w 1944 została solistką Wszechzwiązkowego Radia i Telewizji, a w 1959 solistką filharmonii w Moskwie. Była wybitną wykonawczynią pieśni i muzyki oratoryjno-kantatowej. Poślubiła kompozytora Aleksandra Dołuchaniana, którego nazwisko przyjęła. Odbywała tournées po Francji, Anglii, Europie Wschodniej, Skandynawii, Ameryce Łacińskiej i USA, gdzie po raz pierwszy wystąpiła w 1959, dając występ w Nowym Jorku. Jej pierwsze tournée po Ameryce spotkało się z dużym uznaniem. Ponownie występowała w USA w 1970. Została laureatką tytułu Ludowy Artysta RFSRR (1956), Nagrody Leninowskiej (1966) i tytułu Ludowy Artysta ZSRR (1990). Na początku lat 70. zaczęła nauczać śpiewu w Instytucie im. Gniesinych. Poza tym zajmowała się malarstwem. Pochowana na Cmentarzu Ormiańskim w Moskwie.